# The Lady of the Lake (film 1912)
The Lady of the Lake è un film muto del 1912 diretto da James Stuart Blackton, tratto dal poema La donna del lago di Walter Scott. Prodotto dalla Vitagraph Company of America, il film venne distribuito in sala il 27 maggio 1912 dalla General Film Company.

## Produzione
Il film fu prodotto dalla Vitagraph Company of America.

## Distribuzione
Distribuito dalla General Film Company, il film uscì nelle sale cinematografiche statunitensi il 27 maggio 1912.